# Лухан-де-Куйо – Вілья-Мерседес – Монтекрісто (продуктопровід)
Лухан-де-Куйо – Вілья-Мерседес – Монтекрісто (продуктопровід)  – багатоцільовий трубопровід для транспортування нафтопродуктів, вироблених НПЗ Лухан-де-Куйо.
З 1940 року у провінції Мендоса на заході країни почав роботу нафтопереробний завод Лухан-де-Куйо. В 1968-му від нього на схід до району Вілья-Мерседес проклали багатоцільовий продуктопровід довжиною 338 км, діаметром 350 мм та пропускною здатністю 107 тисяч барелів на добу. Від Вілья-Мерседес траса завертала на північний схід у напрямку Монтекрісто (провінція Кордова), де доправлені продукти могли розподілятись через місцевий термінал або спрямовуватись у споруджений десятиліттям раніше продуктопроводід Монтекрісто – Сан-Лоренсо. Останнім зокрема перекачували газовий бензин, необхідний для роботи однієї з установок парового крекінгу у Сан-Лоренсо. Ділянка від Вілья-Мерседес до Монтекрісто має довжину 321 км, діаметр 320 мм та пропускну здатність 75 тисяч барелів на добу.
Крім того, з 1972-го доправлені до Вілья-Мерседес продукти можуть транспортуватись далі на схід до району Буенос-Айреса. На цьому напрямку пропускна здатність становить 31 тисяча барелів на добу.